# Halifa Houmadi
Halifa Houmadi (ur. 1948) – komoryjski polityk, premier Komorów w latach 1994–1995.

## Życiorys
Należał do partii Zgromadzenie na rzecz Demokracji i Odnowy (RDR). W październiku 1994 prezydent Said Mohamed Djohar powołał go na stanowisko premiera po zdymisjonowaniu Mohameda Abdou Madiego. Choć należeli do tej samej partii, to w gabinecie Houmadiego znalazło się miejsce tylko dla dwóch byłych ministrów. W trakcie jego kadencji pogorszyły się relacje Komorów z Francją, która zaczęła wymagać wiz od Komoryjczyków, wjeżdżających na Majottę. Protestujących przeciwko bezczynności władz w tej sprawie członków RDR usunięto, a w lutym 1995 objął on przywództwo w partii. Wkrótce jednak zaczął oskarżać prezydenta Djohara o malwersacje finansowe, wskutek czego w kwietniu 1995 stracił stanowisko.
Obecnie jest przewodniczącym stowarzyszenia zrzeszającego organizacje pozarządowe na Komorach.